# Luiza Bairros
Luiza Helena de Bairros, conocida como Luiza Bairros (Porto Alegre, 27 de marzo de 1953 - 12 de julio de 2016) fue una socióloga, activista en el movimiento negro y feminista y política brasileña. De 2011 a 2014 fue ministra de la Secretaría de Políticas de Promoción de la Igualdad Racial (SEPPIR) en el primer gobierno de Dilma Rousseff. Durante su gestión al frente del ministerio creó el Sistema Nacional de Promoción de la Igualdad Racial (SINAPIR) con el objetivo de construir políticas públicas en el combate del racismo.

## Trayectoria
Se graduó en Administración Pública y Empresas por la Universidad Federal de Río Grande del Sur y era especialista en Planificación Regional por la Universidad Federal de Ceará. Posteriormente realizó una maestría en Ciencias sociales por la Universidad Federal de Bahía y el doctorado en Sociología por la Universidad de Míchigan.
Nació en Porto Alegre y en 1979 se trasladó a Bahía tras tomar contacto con el Movimiento Negro Unificado del que fue una de sus líderes. Allí militó en el movimiento negro y el movimiento feminista.
Entre 2001 y 2005 trabajó en programas de Naciones Unidas contra el racismo.
Referente en la lucha antirracista fue ministra de la Secretaría de Políticas de Promoción de la Igualdad Racial (SEPPIR) en el primer gobierno de Dilma Rousseff. 
Durante su gestión al frente de la SEPPIR creó el Sistema Nacional de Promoción de la Igualdad Racial (SINAPIR) en el intento de construir políticas públicas en el combate del racismo de manera intersectorial que fortaleciera también la participación y el control social. Implicó a estados y municipios en las políticas de promoción de la igualdad racial y logró que fuera asumida por el Estado Brasileño.
Murió el 12 de julio en 2016 en Porto Alegre a causa de un cáncer de pulmón.

### Feminismo negro
Bairros formó parte del movimiento negro que denunció en Brasil el "mito de la democracia racial". "Trabajó a favor de la conciencia negra a través de la acción política" destacó a su muerte Nadine Gasman, representante de ONU Mujeres Brasil. 
En el movimiento feminista planteó las necesidades e intereses específicas de las mujeres negras y en la academia planteó la necesidad de reconsiderar la construcción histórica de la población negra en Brasil de manera particular de las mujeres negras.